# مكتلة
المكتلة وهي قرية كردية تابعة لمدينة كوباني، الواقعة على على نهر الفرات.

## أقسام القرية
تنقسم القرية إلى قسمين:
- مكتلة القديمة وهي مهجورة حاليا تحوي بيوت طينية وقبب.[1]
- مكتلة الحديثة فهي حاليا تقع غربا من القديمة تتميز بالطراز المعماري الحديث في بناء المنازل ومعظم سكانها من عشيرة ميران إضافة  لقلة من العشائر [2] الأخرى التي انتقلت حديثا إليها حيث يعد موقع مكتلة الجديدة من المواقع المهمة في مدينة كوباني. كما تقع مكتلة عند جبل مشته نور والسكان يعملون في زراعة الأراضي ،إلى الجنوب من القرية تقع مقبرة مكتلة حيث يدفن فيها أهالي القرية موتاهم وحاليا أصبحت مقبرة لدفن معظم موتى كوباني سكان مكتلة من الكرد البرازيين من عشيرة ميران .